# María Eugenia Rojas Correa
María Eugenia Rojas Correa, née le 6 octobre 1932 à Vélez, est une femme politique colombienne.

## Biographie
María Eugenia Rojas Correa est la fille de Gustavo Rojas Pinilla, président de la république de Colombie entre 1953 et 1957.
En novembre 1953, elle est la première femme colombienne à être intégrée dans la police nationale.
Elle est candidate à l'élection présidentielle colombienne de 1974, où elle atteint la troisième place en remportant 9,5 % des voix. À la mort de son père en 1975, elle prend la direction de l'Alliance nationale populaire mais le parti perd rapidement toute influence sur la vie politique colombienne.